# Хромовський
Хромовський (рос. Хромовский) — селище у Доволенському районі Новосибірської області Російської Федерації.
Входить до складу муніципального утворення Ярковська сільрада. Населення становить 86 осіб (2010).

## Історія
Згідно із законом від 2 червня 2004 року органом місцевого самоврядування є Ярковська сільрада.

## Населення
| 2002 | 2007 | 2010 |
| ---- | ---- | ---- |
| 107  | ↘87  | ↘86  |